# Sergio Díaz
Sergio Ismal Díaz Velázquez (Itauguá, 5 maart 1998) is een Paraguayaans voetballer die bij voorkeur als aanvaller speelt. Momenteel staat hij onder contract bij Real Madrid, De aanvaller is afkomstig van Cerro Porteño, waar hij doorstroomde vanuit de eigen jeugdopleiding.

## Clubcarrière
Díaz werd geboren in Itauguá. Hij speelde in de jeugd bij Tacuary en Cerro Porteño. Op 28 juni 2014 debuteerde hij in de Liga Paraguaya in de thuiswedstrijd tegen Club General Díaz. Op 9 oktober 2014 maakte de spits zijn eerste competitietreffers in de thuiswedstrijd tegen Club Atletico 3 de Febrero. Hij was tweemaal trefzeker vlak voor rust en bepaalde daarmee de eindstand van de wedstrijd. In zijn debuutjaar maakte Díaz acht doelpunten in twintig competitiewedstrijden. In juli 2016 maakte hij de overstap naar Real Madrid. Bij Real speelde hij voornamelijk in het tweede elftal. In 2017 werd hij uitgeleend aan CD Lugo, een club spelend op het tweede niveau van Spanje.

## Interlandcarrière
Díaz was begin 2015 actief voor Paraguay –20 op het Zuid-Amerikaans kampioenschap voor spelers onder 20 jaar in Uruguay.